# Realtidsklocka
Realtidsklocka (förkortas ibland RTC för real-time clock) är en datorklocka (mest använd i integrerade kretsar) som håller koll på den nuvarande tiden även när datorn är avstängd och som styrs direkt av processorn. Den används i många olika typer av datorer och finns i alla moderna persondatorer. Realtidsklockor kan också hittas i många inbäddade system, men de bör inte förväxlas med realtidssystem.
Realtidsklockor använder ett separat batteri som inte är anslutet till det normala strömaggregatet. Detta gör att de kan vara aktiva och hålla tiden även när datorn är avslagen. Förväxla inte datorns realtidsklocka med dess processorklocka. Processorklockan styr exekveringen av instruktioner.